# Antiartrotični lekovi
Antiartrotični lekovi, hondroprotektori, su medikamenti koji se koriste u lečenju osteoartroza, (osteoartritisa OA), u degenerativnim i reumatskim bolestima. Antiartrotični lekovi se mogu primeniti oralno (preko ustiju) ili parenteralno (ubrizgavanjem u venu ili mišić) i intraartikularno ( ubrizgavanjem u zglobnu šupljinu). Primena aniartrotičnih lekova zajedno sa fizikalnom terapijom spada u oblik nehirurškog načina lečenja degenerativnih i reumatičnih bolesti.
Najveći broj bolesnika sa osteoartrozom šaka, kolena ili kuka najčešće se leči antiartrotičnim lekovima na nivou primarne zdravstvene zaštite, jer oko 25% svih poseta lekaru primarne zdravstvene zaštite otpada na ovu bolest.
Osteoartroza je najčešća bolest zglobova i drugi najčešći uzrok trajne nesposobnosti kod odraslih. Oko 50% svih propisanih recepata za antiartrotične lekove iz grupe nesteroidnih antiinflamatornih lekova (NSAIL), propisuje se bolesnicima sa osteoartrozom. Procenjuje se da oko 80% ljudi starijih od 65 godina ima radiografske znake osteoartroze, a da 60% njih ima klinički značajne tegobe vezane za ovu bolest.

## Patofiziologija
U degenerativnim bolestima koštano—mišićno—zglobnog sistema, kao što je to slučaj kod artroze, osteoartroze (osteoartritisa OA) perifernih zglobova, patofiziološke promene nastaju usled „trošenja“ („nagriženosti“) hrskavice procesom prirodnog starenja ili prethodnih, ponavljajućih oštećenja zglobova, brojnim etiološkim faktorima.
U pojedinim delovima zgloba - hrskavica, zglobna čaura, zglobne veze - zbog istrošenosti i upotrebe zgloba pod velikim opterećenjem, dolazi do subhondralne skleroze kosti i hipertrofičnih promena po obodu kosti (osteofiti). Promene najpre zahvataju zglobnu hrskavicu, a kasnije i koštano i okolno meko tkivo. Promene na hrskavici razvijaju se određenom brzinom, prvenstvenom na mestima najvećeg opterećenja u obliku omekšanja i postupne degeneracije. Ako bolest zahvati veći broj zglobova onda govorimo o poliartrozi.
Tačan mehanizam degradacije hrskavičavog matriksa nije potpuo izučen, mada postoje dokazi da hondrociti imaju ključnu ulogu u patogenezi ovog procesa. U ranom stadijumu poremećaja dolazi do pojačanog metabolizma hondrocita, sa stvaranjem nenormalnih sastavnih delova hrskavice, kao što su kolagen i proteoglikani (PG).
U početku razvoja artrotičnih lezija sinovija i zglobna kapsula su obično normalne. Međutim u toku dalje evolucije artroze veoma često dolazi do pojave bolnih kriza inflamatornog (zapaljenjskog tipa) praćenih unutarzglobnim izlivom i stvaranjem citokina kao što je IL-1 i faktora nekroze tumora α (TNF-α), koji mogu biti uključeni u iniocijalnu fazu i progresiju hrskavičnog oštećenja.
Osteoartroza je spori proces koji se razvija ponekad i godinama. U većini slučajeva radi se neznatnim promenama koje deluju samo na deo zgloba. Tako bolesnici koji boluju od osteoartroza mogu mesecima imati neznatne poteškoće, sve dok se u obolelom zglobu ne razviju teža oštećena hrskavice praćena zapaljenjskim procesom. Kod takvih bolesnika oštećenja su ozbiljnija i obimnija, a tagobe izraženije. Tako nastale strukturalne promene, u okviru prateće inflamacije, praćene su porastom citokina što dovodi do perifernih senzitizacija, koje se manifestuju primarnom hiperalgezijijom, spontanim bolom i bolom pri uobičajenim aktivnostima.
Proinflamatorni citokini su najodgovorniji za kataboličke procese tokom osteoartroze. Tu spadaju: tumorski faktor nekroze - alfa (TNF−α) i interleukin - 1 beta (IL-1β), kao i leukemijski inhibitorni faktor (LIF i IL-17). Ovi faktori indukuju aktivnost proteolitičkih enzima metaloproteinaze - MMP (stromelizin i kolagenaze); inhibišu sintezu inhinbitora MMP (TIMP), proteoglikana i kolagena tip-I i tip-III. IL-1 je snažniji od TNF−α, koji dovodi do destrukcije tkiva i deluje kao medijator zapaljenja. U tkivima je posebno važna ravnoteža između IL-1 i njegovog antagoniste (IL- Ra), upravo zbog toga što je tkivo podložno nastanku oštećenja. LIF - citokin,[b] koji pripada familiji IL-6 može stimulisati resorpciju proteoglikana, sintezu MMP i ćelijsku produkciju azotnog monoksida.
Kao posledica nastalih promena kod bolestnika sa artrozom dolazi pojava brojnih tegoba koje se pre svega karakterišu bolnim krizama, ograničenom pokretljivošću i deformacijom zglobova.
Na kraju ovog poglavlja može se zaključiti da biohemijski sastav sinovijalne tečnosti, pored dugotrajnog mirovanja, učestalih trauma (povreda) ili zapaljenja dovodi do razvoja bolesti koja se zove osteoartroza. Pri tome treba imati u vidu da za razliku od drugih oblika artritisa (postoji oko 100 različitih vrsta), artroza ne ispoljava svoj uticaj na unutrašnje organe, kao što to čine druge sistemske bolesti koštanozglobnog sistema.

## Primena
Po pitanju primene antiartrotičnih lekova mišljenja istraživača su podeljena, od krajnje negativnih stavova do umereno optimističkih, ali se svi istraživači slažu, da lečenje artroza mora biti usmereno ka;
- Suzbijanju simptoma koji nepovoljno utiču na komfor bolesnika,
- Očuvanju funkcije zglobova i
- Suzbijanju i eventualnom izlečenju patoloških promena.

Polazeći od ovih principa idealan lek za osteoartrozu bio bi:
- Lek koji dovodi do brzog uklanjanja bola i ispoljava efekte u dužem vremenskom periodu (simptomatski modifikujući lekovi).
- Lek koji usporava progresiju strukturalnih oštećenja zgloba (strukturno modifikujući efekat)
- Lek koji modifikuje evoluciju bolesti i vrši prevenciju kliničkih simptoma bolesti (bolest modifikujući efekat)

Zato je rano otkrivanje karakterističnih promena kod osteoartroze (OA), od izuzetnog značaja za mogući uspeh u lečenju reumatskih procesa u zglobovima

## Grupe antartrotičnih lekova
Danas je u upotrebi nekoliko grupa lekova za usporavanje ili zaustavljanje progresije opštih simptoma u okviru osteoartrozom izazvanih poremećaja u koje spadaju:

### Analgetici
Kako je bol jedan od prvih, a često i najvažnijih, simptoma osteoartroze, bolesnici se prvo javljaju za pomoć lekaru zbog ovog simptoma. Lečenje bola kod osteoartroze treba započeti analgeticima koji se dobro podnose u optimalnim dnevnim dozama.
- Kod bolesnika sa blagim i umerenim bolom terapija OA počinje paracetamolom (acetaminofen)
- Po pravilu, na osnovu najvišeg stepena preporuke eminentnih organizacija,[10][11][12] kod bolesnika sa blagim i umerenim bolom terapiju osteoartroze treba započeti paracetamolom (acetaminofenom), zbog njegove dobre efikasnosti i bezbednosti.
- Ukoliko nema neželjenih efekata, lečenje paravetamolom treba nastaviti.
- Zbog moguće povezanosti paracetamola sa hepatotoksičnošću i neželjenim promenama na želudačno-crevnom traktu (GIT) preporučena je primena manje ukupne dnevne doze, od trenutno preporučene > 4 grama, koja za bolesnike sa želudačno crevnim smetnjama treba da bude < 3 g tako da pojedinačna doza leka nije veća od 650 mg.[13]
- Dugotrajno uzimanje većih doza paracetamola može narušiti bubrežnu funkciju, smanjenjem filtracije mokraće u glomeralima,[108] povećati incidenciju hipertenzije kod žena[109] i muškaraca, u odnosu na osobe koje ga nisu koristile.[14]
- Paracetamol je pokazao, u nekim kliničkim studijama, manje efekte kod bolesnika sa srednjim i jakim intenzitetom OA, u odnosu na NSAIL, uz slične mere bezbednosti.
- Najčešće primenjivani analgetici su; Acetaminophen - Paracetamol (oko 4 g/24 časa),[15] Floktafenin (600-800 mg/na dan)., Aspirin i njegovi derivati.

### Nesteroidni antiinflamatorni lekovi (NSAIL)
- Nesteroidni antiinflamatorni lekovi (NSAIL), koriste se za lečenje osteoartroze zbog svog analgetskog, antipiretskog i antiinflamatornog dejstva, odnosno sposobnosti ublažavanja simptoma bolesti.[16]
- Lečenje nesteroidnim antiinflamatornim lekovima, je izuzetno efikasno u suzbijanju bolnih kriza, ili kod većeg funkcionalnog opterećenja obolelih zglobova.[16]
- NSAIL lekovi usporavaju eroziju hrskavive, smirujući hondrocite. oni neutrališu dejstvo toksičnih radikala, koji deluju destruktivno na ćelije i makromolekule. U artrotičnoj hrskavici, toksični radikali nastaju peroksidacijom masnih kiselina, a u toku zapaljenskih epizoda luče ih akumulirani polimorfonukleari u sinovijalnoj tečnosti. Neutralizacijom dejstva toksičnih radikala (NSAIL) uzrokuju inhibiciju sinteze azot-monoksida koji deluje štetno na artrotičnu hrskavicu, smanjenjem sinteze prostaglandina i aktiviranjem enzima koji razgrađuju hrskavični matriks u osteoartrozi.[17][18]
- Osnovni mehanizam dejstva ovih lekova je inhibicija ciklooksigenaze (COKS), a time i sinteze prostaglandina (PG), koji su ključni medijatori u procesu zapaljenja, koje posledično prati bol i povišena telesna temperatura.]
- Većina neželjenih dejstava NSAIL, nastaje kao posledica inhibicije konstitutivne izoforme COKS - 1, što se manifestuje na želudačno-crevnom traktu (GIT), bubregu, koži i centralnom nervnom sistemu. Najveću učestalost, po podacima iz literature, neželjenih efektea imaju na GIT (dispepsija, erozije, ulkus sa krvarenjima ).
- Faktori koji doprinose pojavi neželjenih dejstava NSAIL su: doza leka koja je veća od preporučene, starije životno doba, duža upotreba lekova, istovremena primena dva ili više NSAIL, kao i postojanje ulkusa ili sličnog GIT oboljenja pre početka uzimanja lekova iz ove grupe.[19]
- Najčešće korišćeni NSAIL lekovi su, ibuprofen i diklofenak u različitim dozama. Kako je poznato da je „zlatni stadard“ gastroprotekcije inhibitor protonske pumpe (npr omeprazol), bolesnici prema nekim studijama najčešće koriste lek iz grupe H2 blokatora (ranitidin ).
- U nedavnoj kliničkoj studiji pokazan je povećan rizik za srčano sudovnih bolesti i neželjeni događaji kod bolesnika koji duže vreme uzimaju NSAIL, iz grupe COKS - 2 inhibitora.[20]
- Iako postoje dokazi o neželjenim dejstvima NSAIL-a, brojne institucije podržavaju upotrebu NSAIL u lečenju OA kod bolesnika sa visokim rizikom za krvarenja u želudcu i crevima, uz preporuku da se NSAIL - COKS 2 inibitor ili neselektivnih NSAIL primenjuju uz gastroprotektivni lek.[21]

### Sporodelujući lekovi za OA (SYSADOA)
Sporodelujući lekovi za osteoartrozu енгл. Slow–Acting Drugs for Osteoarthritis SYSADOA su prema stavovima Evropske medicinske agencije (енгл. The Europen Medicine Agency (EMA)) razvrstani u dve grupe lekova:
- Hondroprotektori za OA(SySADOA),
- Hondrotropne lekovi za OA(DMOADs):

#### Hondroprotektori za OA (SySADOA)
Hondoprotektori ili simptomatski sporodelujući antiartrotični lekovi (SySADOA) su preparati koji deluju na simptome i nemaju dejstvo strukturalne promene bolesti. Efikasnost lekova iz ove grupe nije dovoljno dokazana. Njihovo dejstvo usmereno je ka regeneraciji i izlečenju zglobne hrskavice podsticanjem hondrocita na povećanu sintezu makromolekula. Hondroprotektivni efekat zasnovan je na antikataboličkom dejstvu, inhibiciji brojnih enzima, preko citokina IL-1 koji učestvuje u razgradnji ekstraćelijskog matriksa i stimulaciji anaboličke aktivnosti hondrocita, povećanoj proizvodnji prostaglandina, kolagena i drugih sastojaka hrskavice.
Postoje dokazi da je odgovarajuća primena ovih lekova efikasna u smirivanju bola u osteoartrozi, ali da mogu i da spreče ili uspore promene u građi hrskavice zgloba. Uglavnom se dobro podnose i bezbedni su za dužu upotrebu kod najvećeg broja bolesnika.,
Efekat leka se očekuje tek nakon dugotrajne primene. Minimalna preporučena dužina lečenja je 3 meseca, nakon čega se procenjuje efekat lečenja (da li je došlo do smanjenja bola i poboljšanja pokretljivosti) i donosi odluka o svrsishodnosti daljeg nastavka ovog lečenja. Neka ispitivanja ukazuju da ipak nema značajne razlike u kliničkom efektu simptomatski sporodelujući antiartrotičnih lekova (SySADOA) u odnosu na NSAIL ili placebo.
Od hondroprotektora u terapiji osteoartritroze do sada najviše proučeni, a i imaju najširu primenu glukozamin-sulfat i hondroitin-sulfat.
Glukozamin sulfat
Glukozamin je prirodni amino-monosaharid sintetizovan iz glukoze. Dejstvo ovog leka zasniva se sprečavanju kataboličkih procesa preko inhibicije stvaranja toksičnih radikala. Ponaša se kao supstrat biosinteze glikozamonoglikanskih (GaG) lanaca i hijaronske kiseline koji su potrebni za formiranje PG matriksa hrskavice. Zahvaljujući ovim osobinama glukozamin može da zaustavi ili uspori degeneraciju zglobne hrskavice.
Biohemijske, farmakološke i kliničke studije su pokazala da glukozamin sulfat (GS) može zadovoljiti ove kriterijume za lečenje OA, a to su kontrola bola i usporavanje propadanja zglobne hrskavice. Glukozamin je osnovni gradivni elemenat koji je neophodan za sintezu glikolipida, glikoproteina, GaG, hijaronata i PG. Kao osnovna komponenta ovih makromolekula glukozamin ima ulogu u sintezi unutrašnjeg omotača ćelijske membrane, kolagena i matriksa kosti. Takođe je neophodan za formiranje mucina sa kojim se obezbeđuje lumbrikacija i smanjuje trenje pokretnih površina kosti Neki autori veruju da GS unapređuje i poboljšava inkorporaciju sumpora u hrskavicu. Istraživači su došli do zaključaka da GS ostavaruje simptomatske efekte posredstvom sulfatnog molekula.
Efikasnost leka je prisutna u oko 55% bolesnika, i održava se 2 meseca po prestanku njegove primene. Delovanje leka na suzbijanje bola nastaje nakon 30 dana nakon primene preporučene doze od 1.500 mg/dan. Postoje dokazi koji upućuju da glukozamin-sulfat ima antikatabolički i antiinflamatorni efekat. Postoje dokazi da ostvaruje povoljan klinički efekat kod osteoartroze kolena, ali ne i kod osteoartroze kuka.
Hondroitin sulfat
Hondroitin-sulfat je sulfatisan glikozaminoglikan koji se nalazi u zglobnoj hrskavici. Prema najnovijim preporukama savetuje se prvenstveno u lečenju osteoartroze šaka, ali ne i kod osteoartroza kuka i kolena. Preporučena dnevna doza je 1200 mg/dan tokom 6 meseci. Ne preporučuje se primena kod osoba sa karcinomom prostate, a treba ga izbegavati kod osoba na oralnoj antikoagulantnoj terapiji.

#### Hondrotropni lekovi za OA (DMOADs)
Hondrotropni lekovi ili bolest modifikujući antiartrotični lekovi енгл. Diseases Modyfing OA Drugs (DMOADs) su zapravo stvarni, suštinski hodroprotektori. Tzv. hondrotropna terapija, kod ovih lekova usmerena je na regeneraciju i izlečenje zglobne hrskavice, stimulacijom hondrocita na povećanu sintezu makromolekula.
Ovo je nova grupa lekova, koji imaju kasno dejstvo na promene u obolelom zglobu, koje se ispoljavaju tek posle nekoliko meseci upotrebe. Tako se npr dejstvo hondrolitin sulfata, javlja nakon 1-2 meseca, i održava najmanje 2 meseca posle prestanka lečenja. Ovi lekovi mogu da spreče, odlože, obnove oštećenu hrskavicu u obolelom zglobu i nemaju direktne efekte na simptome bolesti. Koriste se u lečenju OA kolena, sa nešto manjim rezultatima kod OA kuka i šaka, dok njihov uticaj na ostale zglobe još nije utvrđen.
Kako se radi o novim lekovima, ova grupa lekova je jednim delom u upotrebi a drugim delom u fazi istraživanja ili preregistracije.
Diacerein, (ART)
Ovaj lek ima suprotan efekat od interleukina 1, jer smanjuje kolagenolitičku aktivnost i dejstvuje na konstituente matriksa zglobne hrskavice. On smanjuje migraciju i fagocitnu aktivnost makrofaga i inhibira oslobađanje superoksida neutrofila. Kako diacerein ima pozitivne efekte na integritet unutarćelijskog matriksa hrskavice, što doprinosi njegovom antiartrotičnom svojstvu.
Hijaluronska kiselina
Ovaj lek je namenjen za intrazglobnu (intraartikularnu) primenu. Ideja da se hijaluronska kiselina primeni u lečenju artroza proistekla je iz činjenice, da se njenim direktnim unosom u zglob (intraartikularno), mogu hondrocitima ponuditi makromolekuli (mase 500-7.000 ), tako potrebni za za izgradnju vanćelijskog matriksa. Pored „osvežavanja“ zglobnih površina, hijaluronska kiselina je i neophodan sastojak agregacije prostaglandina, koji su vrlo važni za održavanje elastičnosti hrskavice i stabilizaciju kolagenske mreže.
Rumanol
Rumanol je ekstrakt koštanog tkiva i zglobova, čiji je aktivni sastojak (TGF-α), koji se u kostima nalazi u velikim količinama). Rumanol se prmenjuje u dozi od 25-30 ml u ciklusu, 2-3 puta nedeljno, 1-2 ml intramuskularno, sa ponavljanjem davanja nakon 6 meseci. Efikasnost ovog leka nije dovoljno dokazana.
Ateparon
Ateparon je polusintetski polimer dekstrana. Efikasnost ovog leka nije dovoljno dokazana.

## Spoljašnje veze
|  | Molimo Vas, obratite pažnju na važno upozorenje u vezi sa temama iz oblasti medicine (zdravlja). |